# Hanczarouka
Hanczarouka (biał. Ганчароўка, Hančaroŭka) – wieś w obwodzie mohylewskim, w rejonie bobrujskim, w sielsowiecie Chimy.
Założona w 1925 r. na ziemiach odebranych ziemiaństwu przez władzę sowiecką i zasiedlona przez dotychczasowych mieszkańców okolicznych wsi i przysiółków. W 1926 r. miejscowość miała 5 domów i 23 mieszkańców. W 1934 r. Hanczarouce założono kołchoz „Stalinowskie zwycięstwo” ("Сталінская перамога"). W latach 1941–1944 wieś znajdowała się pod okupacją niemiecką (Komisariat Rzeszy Wschód).
W 1959 mieszkało tu 106 osób. W 1967 r. Hanczarouka została połączona z Nową Wsią (Новая Вёска). W 1975 r. na miejscowym cmentarzu ustawiono pomnik żołnierzy radzieckich, który polegli przy wyzwalaniu miejscowości w 1944.

## Demografia
- 1926 – 23
- 1997 – 78
- 2008 – 61